# Stadil Sogn
Stadil Sogn er et sogn i Ringkøbing Provsti (Ribe Stift).
I 1800-tallet var Stadil Sogn et selvstændigt pastorat. Det hørte til Hind Herred i Ringkøbing Amt. Stadil sognekommune blev ved kommunalreformen i 1970 indlemmet i Ringkøbing Kommune.
I Stadil Sogn findes Stadil Kirke.
I sognet findes følgende autoriserede stednavne:
- Alrum (bebyggelse, ejerlav)
- Brunbjerg (bebyggelse)
- Dalsgårde (bebyggelse)
- Fjordhusene (bebyggelse)
- Fuglbjerg (bebyggelse)
- Gravesgård (bebyggelse)
- Halkær (bebyggelse)
- Halkær Enge (areal)
- Husted Gårde (bebyggelse)
- Kampgårde (bebyggelse)
- Kjavsholm (areal)
- Kolby (bebyggelse)
- Lergrave (bebyggelse)
- Mejlby (bebyggelse)
- Næsø (areal, ejerlav)
- Nørre Nygård (bebyggelse)
- Nørrekær (areal)
- Opstrup (bebyggelse)
- Skelmose (bebyggelse)
- Stadil (bebyggelse)
- Stadil Kirkeby (bebyggelse)
- Stadil Mølleby (bebyggelse)
- Stadilø (areal, bebyggelse, ejerlav)
- Vesterager (bebyggelse)